# A Eulogy for the Damned
A Eulogy for the Damned è il settimo album della band inglese heavy metal Orange Goblin pubblicato nel 2012 dall'etichetta Candlelight Records. Il lavoro raggiunge la posizione 149 nella classifica inglese degli album e sulla rivista Metal Hammer compare la seguente constatazione al riguardo: "Molte delle band che si cimentano nello stoner cadono nella trappola del risultare noiosi. Gli Orange Goblin non sono una di queste!"

## Tracce
1. Red Tide Rising – 4:49
2. Stand for Something – 3:47
3. Acid Trial – 4:13
4. The Filthy & the Few – 3:32
5. Save Me from Myself – 5:58
6. The Fog – 6:45
7. Return to Mars – 2:26
8. Death of Aquarius – 5:48
9. The Bishops Wolf – 4:39
10. A Eulogy for the Damned – 7:17

## Formazione
- Ben Ward – voce
- Joe Hoare – chitarra / tastiere
- Martyn Millard - basso
- Christopher Turner – batteria

## Musicisti ospiti
- Lee Dorrian - voce in Return to Mars